# Márciusi ifjak

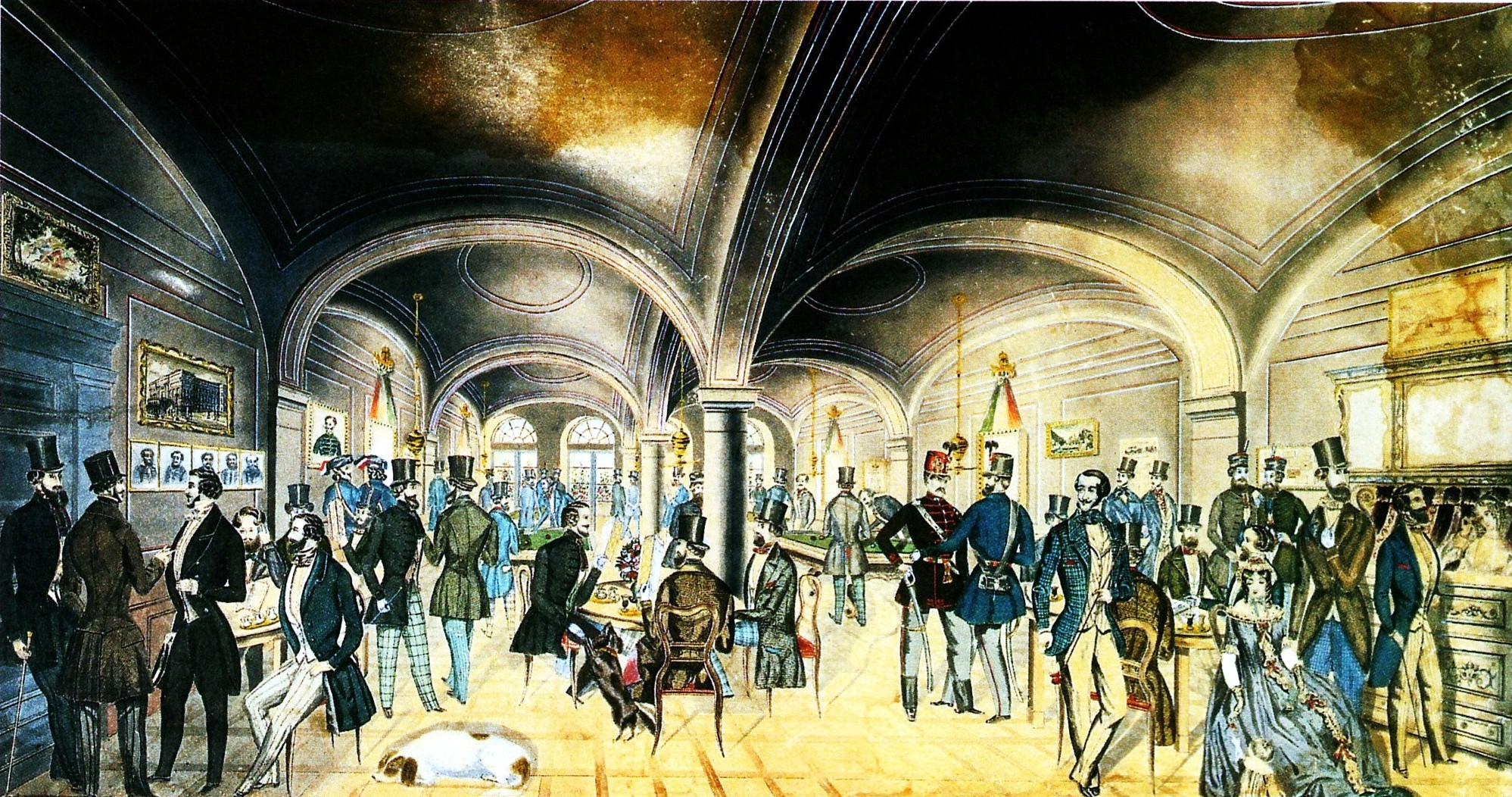
A pesti Pilvax kávéház, ahol 1848. március 15-én Petőfi Sándor először olvasta fel a Nemzeti dal! című versét. Preiszler József korabeli színezett tollrajza

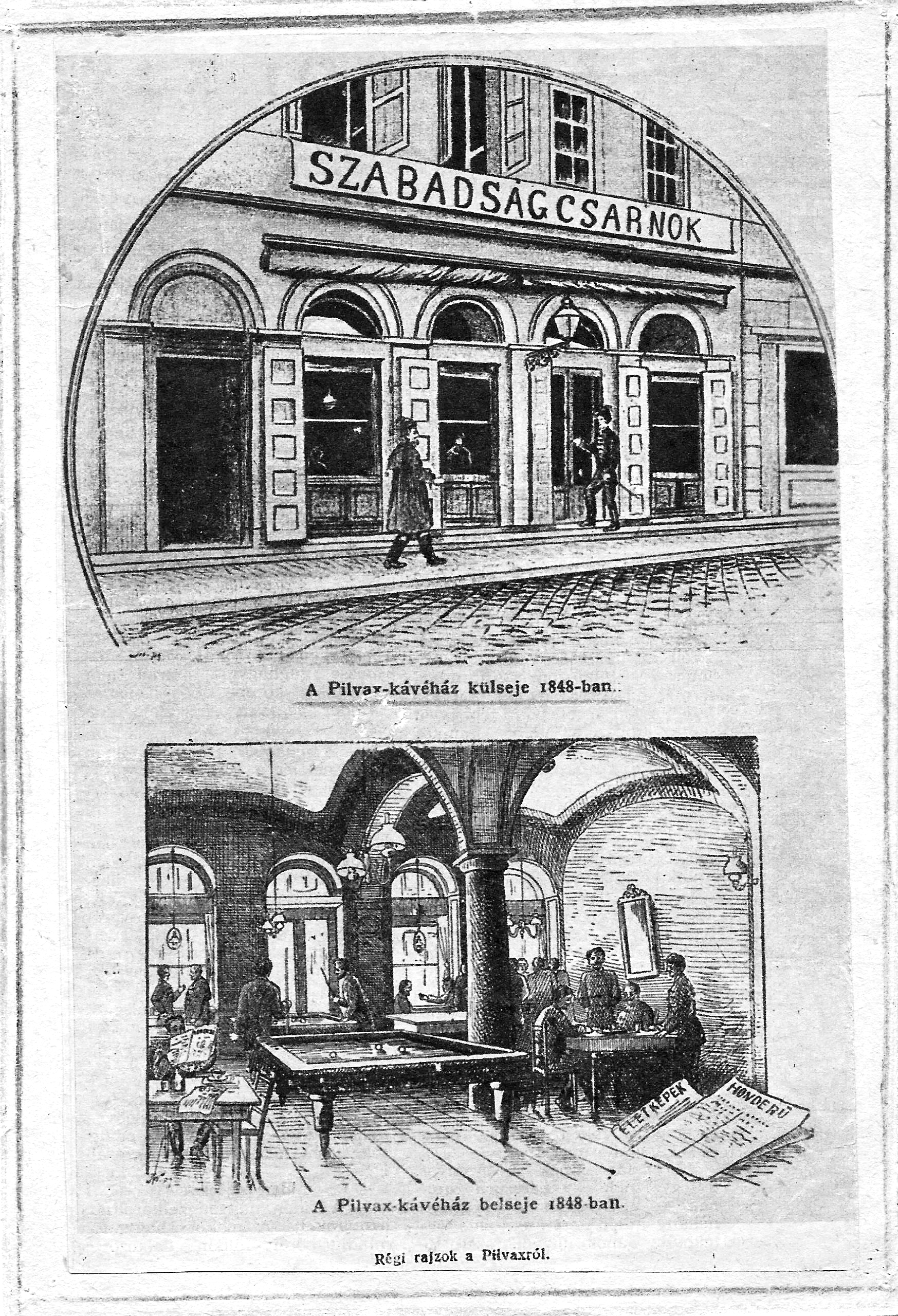
A pesti Pilvax kávéház, mint a „Szabadság csarnoka” kívülről és belülről, (1848)

Márciusi ifjaknak tágabb értelemben az 1848–49-es forradalom és szabadságharc közvetlen előkészítésében, valamint az 1848. március 15-i eseményekben részt vett, harminc évnél fiatalabb személyeket, a radikális forradalmi szellem irodalmi képviselőit nevezi az irodalomtörténet, szűkebb értelemben Petőfi baráti körét, a magyar vidék céljaikkal rokonszenvező irodalmárait, a márciusi forradalom ifjú szónokait, a Márciusi Klub, majd az Egyenlőségi Társulat fiatal tagjait, a Marczius Tizenötödike és más radikális lapok politizáló írógárdáját.
A fiatalok Pest jónéhány kávéháza közül, rendszeresen a Pilvax kávéházban gyűltek össze.
De e harminchárom kávéházból bizonyosan a Pilvax törzsvendégei érnek a legtöbbet. E fiatalság szívében hordja az országot. E szerény asztalnál észrevétlenül készül a jövő, míg a szép tornyos városházban alszanak a tunya patríciusok. E szerény asztalnál készül az a nagy szépséges város, melyet a mai Budapest nyújt, de előbb még az országnak kell szabadnak lennie. E fiatal írók és politikusok vitáiban, gondolataiban, irányeszméiben vannak a kövek, amelyekből mindez varázserővel felépül egy hajnalon. Ide ragasztja a Petőfi barátsága a fiatal Jókait, ki napról-napra több-több ilyen bohémmel ösmerkedik meg. Mert nemcsak az írók és a politizáló hírlapírók mutatkoznak itt. Jönnek ezeknek szatelleszeik, bámulóik, ismerőseik, barátjaik, a muslincák a gyertyalángok körül, kik átmelegednek a tűzhelynél, mint a téglák és e kölcsön vett meleget megtartván magukban, vele gyakran jelentékenyebb szerephez jutnak, mint magok az égő zsarátnokok, melyek nemcsak melegítenek, de égetnek és gyújtanak is.

## A márciusi ifjak a forradalom idején

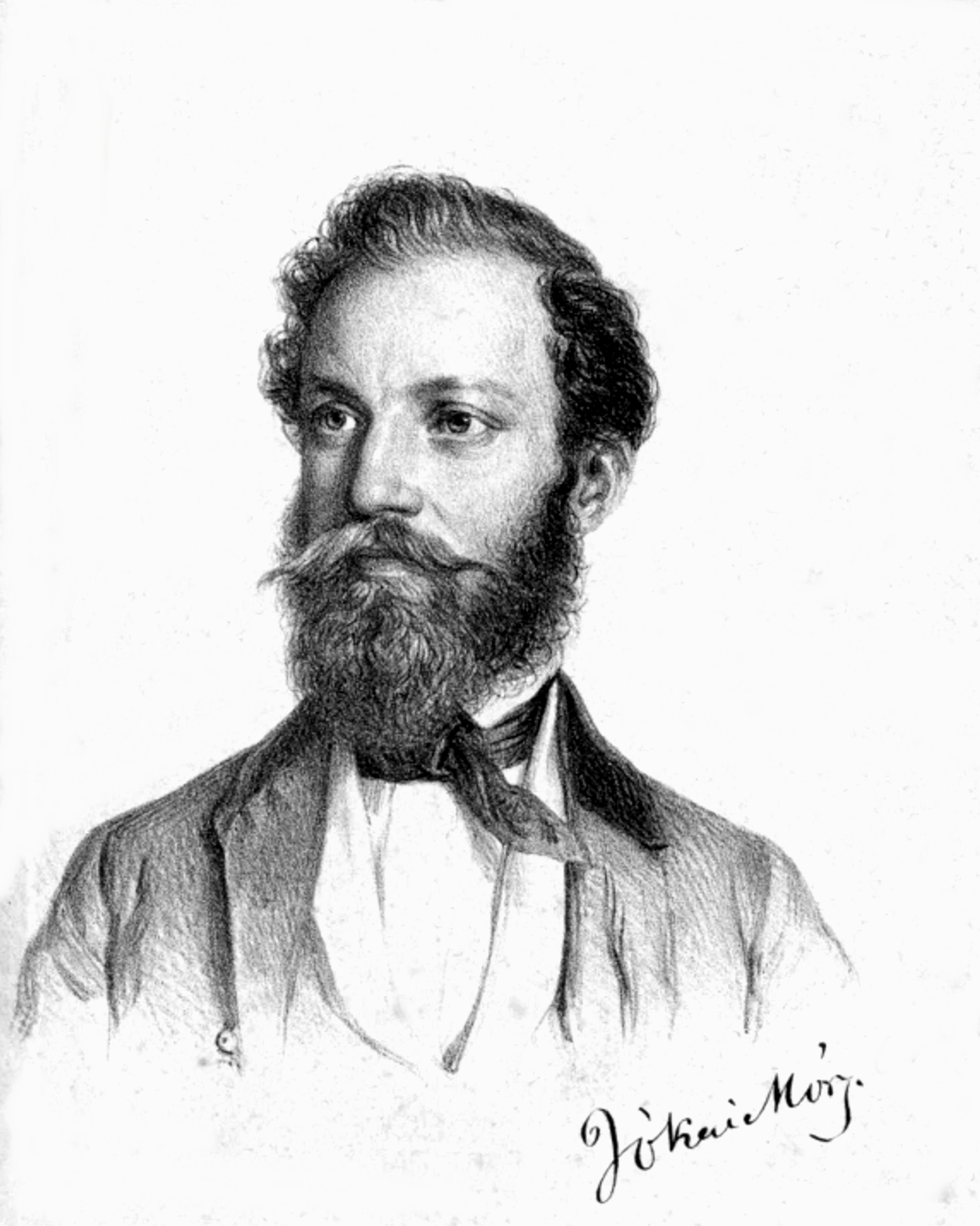
Jókai Mór

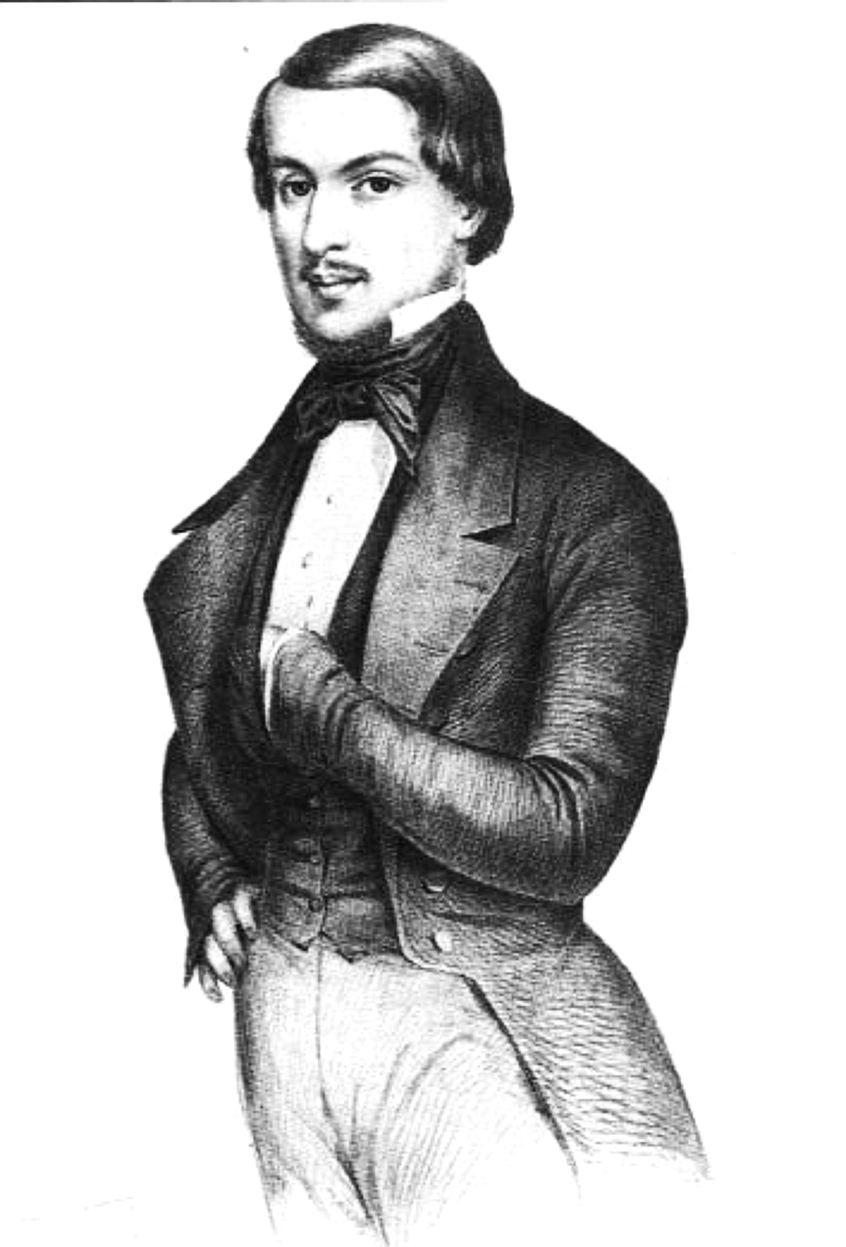
Irinyi József

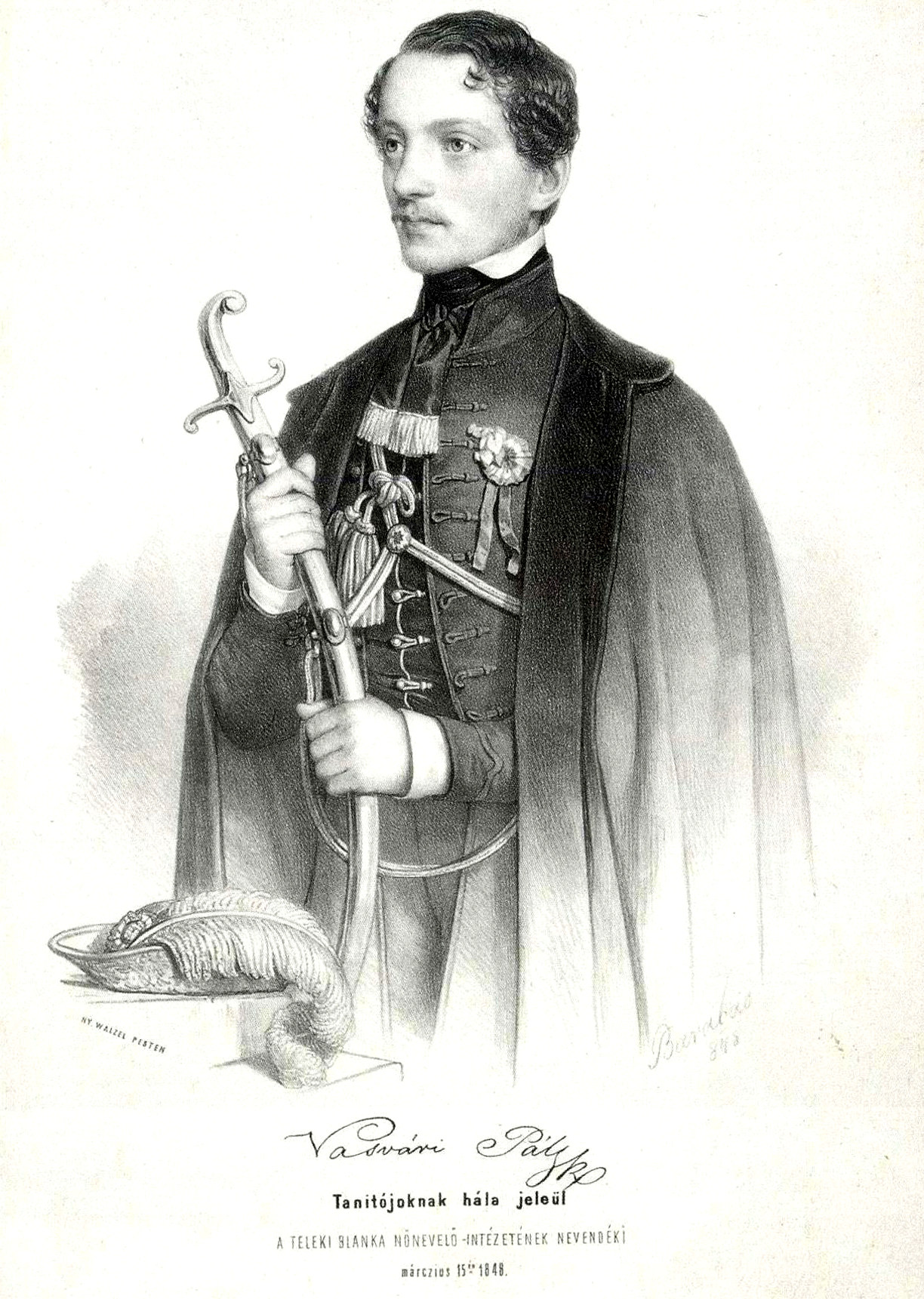
Vasvári Pál

A márciusi ifjúság kisebb baráti csoportok összetalálkozásából szerveződött történelmi hatású táborrá. Az Életképek című lap 1847. július 4-i számában névtelen programcikk jelent meg Észarisztokrácia címmel. Írója Jókai Mór volt, aki forradalmat jósolt. Az „észarisztokrácia" elve szerintük azt jelentette, hogy az országgyűlés alsó táblájához kerülőket kizárólag képességeik alapján kellene megválasztani, és a felső táblába kerülők között is a hozzáértés, a rátermettség és nem a származásnak kell lennie az elsődleges szempontnak. 
A márciusi ifjak magukat észarisztokráciának tartották, és semmi kétségük sem volt aziránt, hogy mást, mint a nép érdekeit, nem is képviselhetnek. 

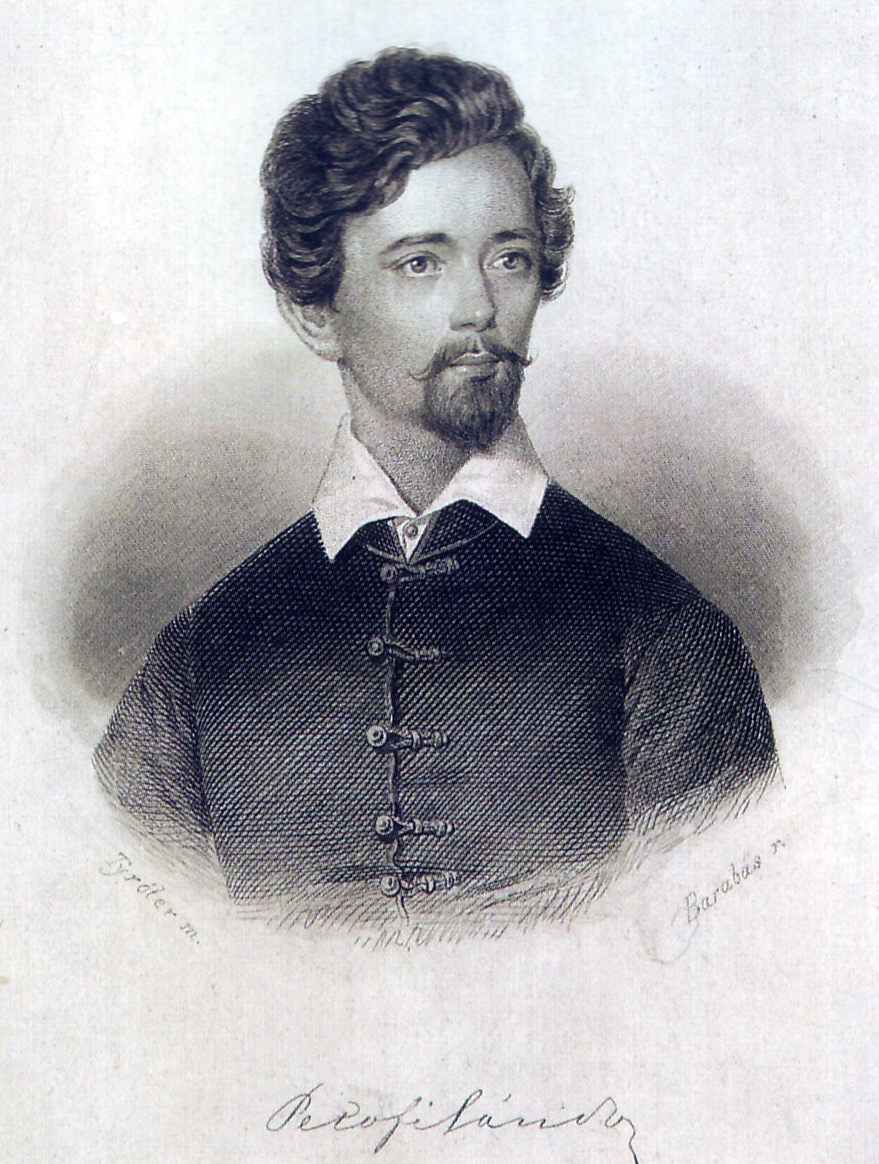
Petőfi Sándor

Az irodalom hivatása az igazságot terjeszteni… az igazságnak tetsző alakot adni… Őrt állni az emberiség örök jogai felett, felrázni az alvó erőt gyáva tespedéséből, fogyasztani a szűkkeblűség birodalmát, s mi legfőbb: tudni szólani és tenni a jó ügyért.
„Szeretem századunkat nemcsak nagyszerűségeiben, mivel az osztályfalakat óriási erővel döngeti, az összes emberiséget nagyban és komolyan vezeti az egyenlőség felé, a gépekkel teljesen a szellem urasága alá helyezi az anyagot; az észt, a filozófiát a gyakorlati politikai élet által elterjeszti a kunyhókig … mindinkább közelebb hozza az embert embertársához annyira, hogy most világrészünk két ellenkező végén sokkal közelebb állanak egymáshoz az emberek, mint hajdan két szomszédvár birtokosai.
A gyermek egyedül nem képes útnak indulni, vezetőre van szüksége. Kiskorú nemzetnél ez alapja a fővezéri hatalomnak. A népet vezeti egy tapasztaltabb, okosabb férfiú. A tömeg ragaszkodása egy ily vezérhez igen természetszerű. Nála látják elrejtve jövőjök kulcsait, gyermeki bizalommal simulnak hozzá. Olyan e vezér, mint a mágnesvas, melyre az apró vasporszemek köröskörül ráragadnak. Lehet-e bűnről vádolni e delejvasat azért, hogy annyi apró porszemet magához láncol? A keblében rejtett erő láthatlan hatalma vonzza magához e kis részeket, s ezek önkéntesen simulnak hozzá. Tapasztalatlan népnél vezér csak az lehet, ki ily benső varázserővel bír.

Ott áll majd a krónikákban
Neved, pesti ifjúság,
A hon a halálórában
Benned lelte orvosát.

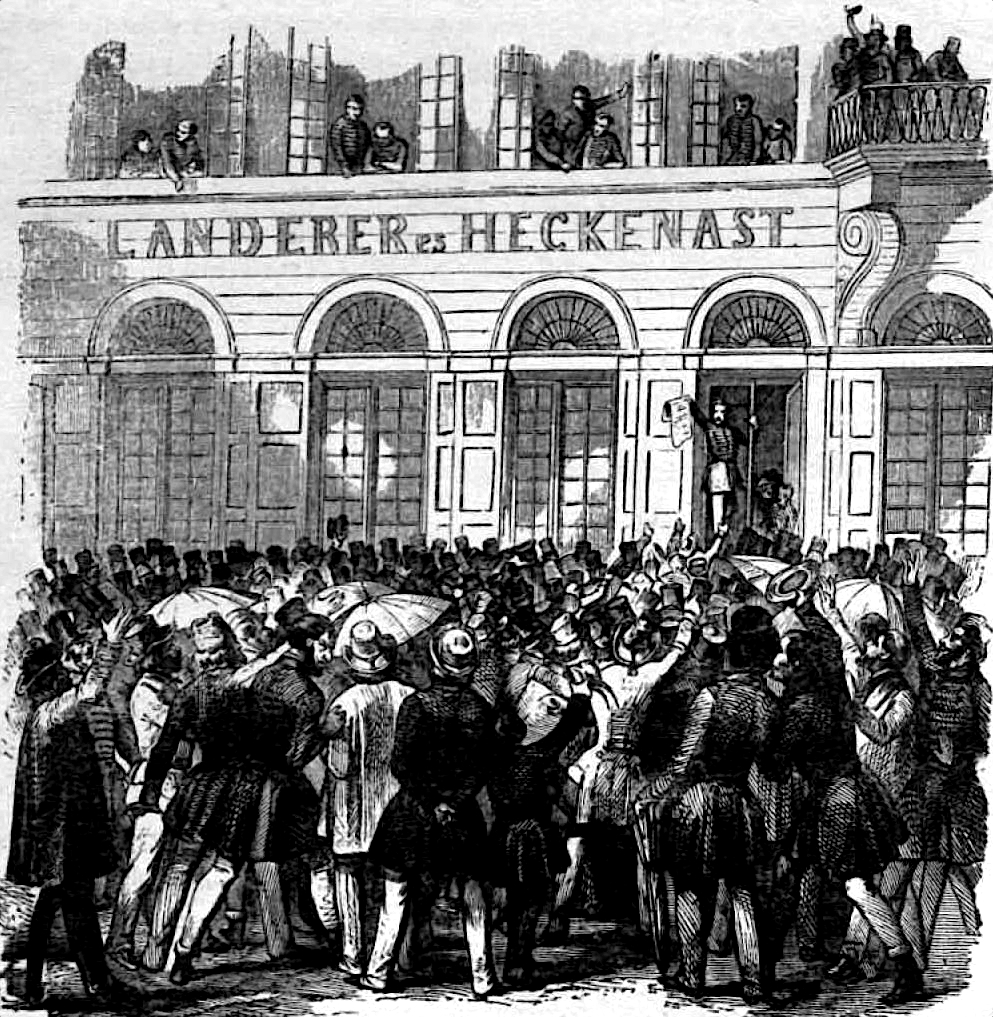
Március 15-én délelőtt féltizenkettőkor Irinyi József hírlapíró jelent meg a nép előtt, a tizenkét pont első kinyomtatott példányát lobogtatva

1848. március 14-én este Jókai Mór Petőfivel közös szállásán tartózkodott, amikor befutott az esti hajóval a hír, hogy Bécsben kitört a forradalom.  Így írt március 15. reggeléről:  „Másnap reggel négyen jöttünk össze, a kitűzött találkozó helyen: Petőfi, Vasvári, Bulyovszky és én; de többi társaink Degré, Bozzai, Vajda János, Sükey, Pálffy Albert, Emődy, Oroszhegyi, Dobsa a Pilvax-kávéházban vártak reánk, az úgynevezett „közvélemény asztalánál”.”  Az ifjú magyar értelmiségi fiatalok lelkesedve hallgatták, amikor Jókai felolvasta a 12 pontot, Petőfi pedig elszavalta új költeményét, a Nemzeti dalt. Az eskü szavaitól lelkesedve, Petőfi, Jókai, Bulyovszky Gyula, Sebő Antal, Gaál Ernő és Hamary Dániel vezetése alatt – ez utóbbinak előadása szerint – először az pesti egyetem joghallgatóihoz indultak, ahol lehivták diákokat az egyetem udvarára. Petőfi egy székre állva, ott szavalta el először nyilvánosan a Nemzeti dalt, amelynek ez eskü szavait a tömeg fokozódó lelkesedéssel visszhangozta, hasonlóan, mint amikor Jókai felolvasta a követeléseket tartalmazó tizenkét pontot. A jelenet megismétlődött a Hatvani- és Újvilág-utca sarkán levő orvosi kar udvarán is. A pesti vásárra gyülekező nép a járókelőkkel együtt néhány ezer főre növekedett. Az ifjúság ezután Landerer és Heckenast nyomdája elé vonult, ahol cenzori engedély nélkül kinyomtatták a Nemzeti dalt és a 12 pontot, ekkor született meg a magyar sajtószabadság.  Petőfi ezt írta később a naplójában az eseményről: „Ma született a magyar szabadság, mert ma esett le a sajtórul a bilincs ... Vagy van olyan együgyű, ki azt képzelje, hogy szabad sajtó nélkül lehet bármely nemzetnek szabadsága?” Ez a nap lett az 1848–49-es forradalom és szabadságharc első napja.

## Lista

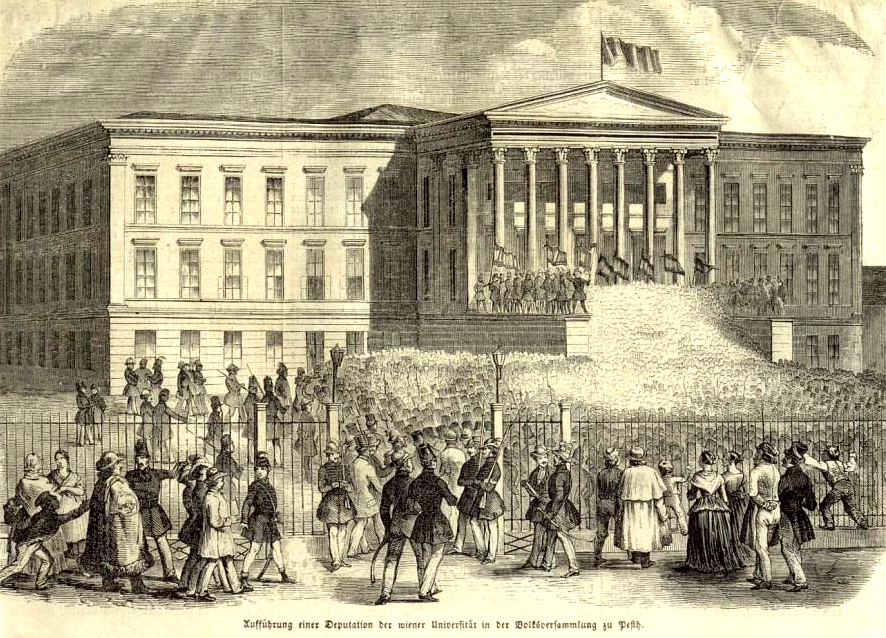
Múzeumkert 1848. március 15.

„Én csak arra vagyok hivatva, hogy az első lökést tegyem... ”

– Lapok Petőfi Sándor naplójából

Ágai Adolf (12),
Bérczy Károly (27),
Bozzai Pál (19),
Bulyovszky Gyula (21),
Degré Alajos (28),
Dobsa Lajos (24),
Emődy Dániel (29),
Szathmáryné Farkas Lujza (30),
Gaal Ernő (?),
Hamary Dániel (22),
Hatala Péter (16),
Hermann Rosenfeld (?),
Irányi Dániel (26),
Irinyi József (26)
Jókai Mór (23),
Kléh István (23),
Koplánszki Károly (18),
Korányi Frigyes (19),
Lehotzky Pál (27),
Nyáry Albert (20),
Oroszhegyi Józsa (26),
Pálffy Albert (28),
Petőfi Sándor (25),
Sebő Antal (18),
Sükei Károly (24),
Szathmáry Pál (?),
Szegfi Mór (23),
Szikra Ferenc (?),
Telepy Károly (19),
Vajda János (21),
Vasvári Pál (22),
Vidats János (22)